# Francesc Domingo i Lladó
Francesc Domingo i Lladó (Badalona, 1906-1987) va ser un fotògraf membre de l'Agrupació Excursionista de Badalona, va ser-ne president de la Junta Directiva entre 1934 i 1936. Des d'ençà de la guerra civil va destacar com a cronista gràfic dels esdeveniments més importants de la ciutat i de la seva vida social. Durant molts anys va ser l'autor de la major part de les imatges que es van publicar a Revista de Badalona, de la qual va ser treballador. A més, era també propietari d'una botiga de fotografia al carrer de Mar, que en l'actualitat encara continua oberta, i conserva una col·lecció molt completa de la seva obra.
El 14 de juliol de 2004 va ser objecte d'homenatge en un acte a l'Escola del Mar, en què es va inaugurar una exposició, que va durar fins a l'octubre, amb tota una sèrie de fotografies de Domingo relacionades amb el mar i el litoral de Badalona durant els anys de la postguerra, i també es van mostrar les càmeres i altres complements amb les que es van fer les fotografies.